# Liste der Museen in St. Helena, Ascension und Tristan da Cunha
Dies ist eine Liste der Museen im Britischen Überseegebiet St. Helena, Ascension und Tristan da Cunha.
| Museum                                                         | Gründung                       | Gebäude                       | Ort                         | Fachgebiet             | Bild |
| -------------------------------------------------------------- | ------------------------------ | ----------------------------- | --------------------------- | ---------------------- | ---- |
| Museum von Ascension Ascension Island Museum                   | 22. Mai 2015 (Wiedereröffnung) | Fort Hayes                    | Georgetown                  | Inselgeschichte, Natur |      |
| Longwood House Museum                                          | 20. Jahrhundert                | Longwood House                | Distrikt Longwood           | Kolonialgeschichte     |      |
| St.-Helena-Museum Museum of St Helena                          |                                |                               | Jamestown                   | Geschichte             |      |
| Strohdachhaus-Museum Tristan Traditional Thatched House Museum | 19. Dezember 2012              | traditionelles Strohdach-Haus | Edinburgh of the Seven Seas | Heimatkunde            |      |
| Tristan Island Museum                                          | 2009                           | Postamt                       | Edinburgh of the Seven Seas | Heimatkunde            |      |